# Amaranthe
Amaranthe е шведска банда, която изпълнява мелодичен метъл с поп мелодии.
През май 2009 г. групата е била принудена да промени името си от Avalanche поради правни въпроси. По-късно издава първото си демо „Остави всичко зад себе си“.
Дебютен албум за бандата е „Amaranthe“.
Албумът разполага с комбинация на модерни метълкор-стил аварии, тежки писъци и тежки рифове китара с покачващите се чисти вокали и синтезатори,
напомнящи на пауър метъл. Като музикален стил Amaranthe са описани като „здравословна доза от поп, примесена с тежък метълкор, вдъхновен от мелодичен дет метъл“.
Групата обявява на 27 януари 2013 г., че новият им албум Nexus ще бъде пуснат през март 2013 г., като първо ще излезне в Япония на 13 март.

## Състав
- Elize Ryd – вокал
- Nils Molin – вокал
- Henrik Englund Wilhelmsson – harsh vocals
- Olof Mörck – китара и клавиши (Dragonland, Nightrage)
- Morten Løwe Sørensen – барабани (Dragonland, Mercenary, The Cleansing, Koldborn)
- Johan Andreassen – бас (Engel)

## Дискография

### Албуми
- Amaranthe (2011)
- The Nexus  (2013)
- Massive Addictive  (2014)
- Maximalism (2016)
- Helix (2018)
- Manifest (2020)

### Сингли
- Hunger (2011)
- Rain (2011)
- Amaranthine (2011)
- 1.000.000 Lightyears (2012)
- The Nexus (2013)
- Burn with Me (2013)
- Invincible (2013)
- Drop Dead Cynical (2014)
- Trinity (2014)
- Dynamite (2014)
- Digital world (2015)
- True (2015)
- That song (2016)
- Fury (2016)
- Boomerang (2017)
- Maximize (2017)
- „365“ (2018)
- Countdown (2018)
- Inferno (2018)
- Dream (2019)
- Helix (2019)
- GG6 (2019)
- 82nd All the Way (кавър на Сабатон) (2020)

## Видео
- "Hunger" (2011)
- "Amaranthine" (2011)
- "1.000.000 Lightyears" (2012)
- "The Nexus" (2013)
- "Drop Dead Cynical" (2014)

## Демо
- Leave Everything Behind (2009)